# Christopher R. Norrie
Christopher R. Norrie ist ein Generalmajor der United States Army. Zurzeit (Mai 2024) kommandiert er die 3. Infanteriedivision.
Über das ROTC-Programm der Bucknell University gelangte er in das Offizierskorps des US-Heeres. In der Armee durchlief er alle Offiziersränge vom Leutnant bis zum Zwei-Sterne-General.
Im Lauf seiner militärischen Karriere absolvierte Norrie verschiedene Kurse und Schulungen. Dazu gehörten unter anderem der U.S. Army Armor Officer Basic Course, der Infantry Officer Advanced Course und das Command and General Staff College sowie das National War College.
In seinen jüngeren Jahren absolvierte er den für Offiziere in den niederen Rangstufen üblichen Dienst in unterschiedlichen Einheiten und Standorten. Dazu gehörten auch Aufgaben als Stabsoffizier in verschiedenen Hauptquartieren. Er kommandierte militärische Einheiten auf fast allen Ebenen bis zum Divisionskommandeur. Er war Chef einer Panzerkompanie im Fort Hood dem heutigen Fort Cavazos. Dann war er mit seiner Kompanie im Rahmen der Operation Joint Forge in Bosnien eingesetzt. Es folgten weitere Aufgaben bei verschiedenen Einheiten und Stäben.
In den Jahren 2006 bis 2008 und nochmals im Jahr 2010 war Norrie mit der 1. Kavalleriedivision (Panzer) im Irak eingesetzt. Später leitete er die Stabsabteilung G3 für Operationen bei der 1. Kavalleriedivision in Fort Hood (Fort Cavazos). Die gleiche Funktion hatte er auch bei der 1. Panzerdivision inne. Mit einer Brigade der 4. Infanteriedivision war er auch an der Operation Atlantic Resolve in Polen beteiligt.
Am 2. Dezember 2019 erreichte Christopher Norrie mit seiner Beförderung zum Brigadegeneral die Generalsränge. Bereits seit Juni 2019 kommandierte er den 7th ATC Command in Grafenwöhr und die US-Heeresgarnison Bayern. Diese Aufgabe nahm er bis zum Juni 2021 wahr.
Danach wurde er nach Arlington in Virginia versetzt. Dort war er zwischen Juli 2021 und Mai 2023 Abteilungsleiter in der Stabsabteilung G1 (Personal) beim Kommando People First Task Force. In diese Zeit fiel am 1. August 2022 seine Beförderung zum Generalmajor. Im Juni 2023 erhielt Norrie als Nachfolger von Charles Costanza das Kommando über die 3. Infanteriedivision, deren Hauptquartier sich in Fort Stewart in Georgia befindet. Dieses Amt bekleidet er bis heute (Mai 2024).

## Orden und Auszeichnungen
Christopher Norrie erhielt im Lauf seiner militärischen Laufbahn unter anderem folgende Auszeichnungen:
- Legion of Merit
- Bronze Star Medal
- Meritorious Service Medal
- Iraq Campaign Medal
- NATO-Medaille
- Medaille für besondere Verdienste um Bayern in einem Vereinten Europa (Europa-Medaille)